# Cautethia exuma
Cautethia exuma (McCabe, 1984) è un lepidottero appartenente alla famiglia Sphingidae, endemico delle Bahamas.

## Descrizione

### Adulto
È facilmente distinguibile dalle altre specie appartenenti al genere Cautethia, per la presenza di una pallida area basale giallo-bruna sulla pagina superiore dell'ala posteriore (Walker, 1856a e 1856b; Grote, 1867; Edwards, 1882; Jordan, 1940).

L'ala anteriore è grigia chiara, punteggiata da scaglie grigio-scure o nere, mentre la pagina inferiore appare uniformemente grigia.

L'ala posteriore è giallo-bruna nei due quinti basali, e brunastra scura nei tre quinti distali; la pagina inferiore rivela invece una parte basale giallo-bruna ristretta alla sola area anale.

Il torace e l'addome appaiono della stessa tonalità di grigio dell'ala anteriore; nell'addome si notano radi ciuffi di peli sui segmenti II, III, IV e V.

A differenza delle altre specie di Cautethia, qui il dimorfismo sessuale è praticamente assente.

Nel genitale maschile, lo gnathos e diritto, ampio e fortemente chitinizzato all'apice; l'uncus appare sviluppato, dritto e lievemente rovesciato; le valve sono ampie e rivolte in alto, provviste di un cucullus indifferenziato. È presente un processo alla base della valva, della lunghezza di un terzo della stessa. L'edeago è provvisto di vescica semplice, rinforzata da una fascia ad angolo retto.

Il genitale femminile rivela invece una bursa copulatrix dotata di uno stelo molto lungo, terminante a bulbo all'estremità anteriore.
L'apertura alare va da 27 a 32 mm. (McCabe, 1984)

### Larva
Il bruco ha una lunghezza di 36 mm, con testa verde e due lievi strisce verdoline longitudinali. Il corpo è verde, con una striscia subdorsale bianca che corre fino alla base del corno caudale. Il dorso non rivela disegni di alcun tipo, ed è leggermente più scuro rispetto ai fianchi, provvisti anch'essi di rugosità biancastre. Gli spiracoli sono gialli; è anche presente una linea gialla subspiracolare, che va dalle pseudozampe anali fino all'ultimo paio di pseudozampe addominali, laddove si schiarisce tanto da non essere più rintracciabile. Il corno caudale è verde, con apice più chiaro e base allargata. A riposo, la parte anteriore del corpo e le zampe toraciche sono sollevati, con il capo spesso rientrante nel torace, che in tal caso appare rigonfio.

Rispetto a quanto riportato da Dyar (1896) riguardo alla larva di C. grotei,  qui tutte le pseudozampe addominali vengono utilizzate durante la posizione di riposo (McCabe, 1984).

### Pupa
Le crisalidi si rinvengono entro bozzoli traslucidi negli strati superficiali della lettiera del sottobosco.

## Distribuzione e habitat
L'areale di questa specie è ristretto esclusivamente all'isola di Great Exuma (locus typicus), nelle Isole Bahamas (McCabe, 1984).

## Biologia
Durante l'accoppiamento, le femmine richiamano i maschi grazie ad un feromone rilasciato da una ghiandola, posta all'estremità addominale. Gli adulti di entrambi i sessi sono attratti dalla luce, ma soprattutto i maschi.

### Periodo di volo
La specie è presumibilmente multivoltina.

### Alimentazione
Gli adulti suggono il nettare dai fiori di Bourreria ovata Miers (famiglia Boraginaceae).
I bruchi si alimentano su foglie di Eritalis fruticosa L. (famiglia Rubiaceae) (McCabe, 1984).

## Tassonomia

### Sottospecie
Non sono state descritte sottospecie.

### Sinonimi
Non sono stati riportati sinonimi.